# Saab 105
Saab 105 — шведський навчально-тренувальний літак та легкий штурмовик, розроблений фірмою Saab на початку 1960-х за замовленням ВПС Швеції. Прийнятий на озброєння ВПС Швеції під індексом Sk 60 в 1967, замінивши де-Хевіленд Вампір.
Спочатку, на літаку стояли два турбовентиляторних двигуна малої ступені двоконтурності Турбомека Убіск, вироблених за ліцензією компанією Вольво Флюгмотор під індексом RM 9. Оновлена версія обладнана двигуном RM 15, ліцензійним варіантом FJ44 компанії Вільямс Інтернейшнл.
Всього побудовано 150 літаків для ВПС Швеції та ще 40 експортовано в Австрію під індексом Saab 105Ö (альтернативне написання Saab 105OE).

## Історія створення
У середині 1960-х років, на основі вивчення досвіду в'єтнамської війни, у провідних авіаційних державах світу посилився інтерес до легких літаків безпосередньої підтримки військ. У Швеції для цієї ролі добре підійшов Sk 60A, швидко доопрацьований в ударний літак Sk 60B (на машині встановили шість підкрильних пілонів для підвіски озброєння, відповідну проводку, а також стрілецький приціл і кінофотокулемет). Літак призначався для підтримки наземних військ, а також боротьби з катерами і десантними засобами супротивника. У травні 1972 року здійснив перший політ ударний Sk 60G, що мав посилене озброєння.
Кілька літаків було модернізовано в розвідувальний варіант Sk 60C (політ першої машини — 18 січня 1967 року). У зміненій носовій частині фюзеляжу, що мала клиноподібне скління, була встановлена розвідувальна фотокамера, крім того, на борту літака встановили магнітофон для запису результатів візуальної розвідки. У загальній складності, ВПС Швеції отримали 150 літаків Saab 105 всіх модифікацій, їх серійний випуск був припинений в 1970 році. 29 квітня 1967 здійснив перший політ легкий штурмовик Saab 105XT, розроблений для ВПС Австрії (закони цієї країни в той час забороняли польоти над її територією надзвукових літаків, тому багатоцільовий і недорогий SAAB, що розвиває високу дозвукову швидкість, задовольняв майже всім запитам австрійських військових). У 1970—1972 рр. ВПС Австрії отримали 40 штурмовиків Saab 105TX, що використовувалися, також, як НТС, маловисотний перехоплювач, фоторозвідник і буксирувальник мішеней.
6 жовтня 1995 на аеродромі Лінкопінга фірми SAAB здійснив перший політ модернізований навчально-тренувальний літак Sk 60 (Saab 105), оснащений двигунами Вільямс-Роллс FJ44 (2 х 840 кгс). Нові двигуни, встановлені замість ТРД Турбомека RM9, поліпшили злітно-посадочні характеристики літака, його швидкопідйомність, а також безпеку (розширено діапазон режимів польоту на одному працюючому двигуні). Підвищилася паливна економічність, знизився рівень шуму і вартість технічного обслуговування літака.
Відповідно до контракту, підписаного наприкінці 1993 року, ВПС Швеції повинні отримати 115 модернізованих літаків Sk 60, які передбачається зберегти на озброєнні до 2010 року.

## Конструкція
Літак являє собою суцільнометалевий дводвигуновий високоплан з високо піднятим горизонтальним оперенням.
Крило пряме з невеликим кутом стрілоподібності по передній крайці. Шасі триопорне з носовим переднім колесом. У польоті стійки шасі забираються у фюзеляж.
Залежно від модифікації літак оснащувався двома турбореактивними двигунами Турбомека з тягою 743 кгс кожен або Дженерал електрик J85-GE-17 В з тягою 1293 кгс.
У передній частині фюзеляжу знаходиться двомісна кабіна з катапультованими кріслами. Розташування сидінь поруч обумовлено початковим призначенням літака як навчально-тренувального. Для літаків основної льотної підготовки таке розташування вважається кращим, так як інструктору зручніше спостерігати за діями учня. Втім, при використанні літака як штурмовика, це також сприяє більш злагодженим діям екіпажу.
Радіоелектронне обладнання літака дозволяє здійснювати польоти в складних метеорологічних умовах та ефективно здійснювати пошук і знищення наземних цілей.

## Модифікації
- Sk 60A — Двомісний реактивний навчально-тренувальний літак, літак зв'язку ВПС Швеції. 149 побудованих.
- Sk 60B — Ударна версія Sk 60A, створена для шведських ВПС і відрізняється від попередньої версії новим видом озброєння.
- Sk 60C — Розвідувальний варіант для ВПС Швеції з подовженою носовою частиною камери. Один новий прототип і 29 перетворень з Sk 60A
- Sk 60D — SAAB також розробив Saab 105 для використання в якості чотиримісного транспортного засобу зв'язку: два катапультних крісла можна було зняти і швидко замінити чотирма сидіннями авіаційного типу, без необхідності носіння парашута; Або ще чотири строгих крісла, які дозволяли носити парашути. У середині 1970-х років десять літаків Sk 60A були постійно сконфігуровані як транспортні і отримали позначення «Sk 60D». Деякі з них були пофарбовані у світло-зелений/темно-зелений/коричневий камуфляж «осколків», який асоціюється з винищувачем Saab 37 Viggen.
- Sk 60E — Цей варіант був аналогічною чотиримісною конверсією Sk 60A, але мав прилади комерційного типу, включаючи систему посадки за приладами. Він використовувався для навчання резервних пілотів Flygvapnet польотам на комерційних літаках. Машини Sk 60E в кінцевому підсумку були використані як транспорти зв'язку Sk 60D.
- Sk 60G — модернізована ударна версія
- Saab 105Ö — експортна модифікація для ВПС Австрії. В 1971—1972 рр. 40 Saab 105 були експортовані в Австрію, експортне позначення — Saab 105Ö. Експортна модифікація мала більш потужний двигун GE J85 потужністю 1280 кгс. Літак розвивав швидкість 970 км/год, мав швидкопідйомність 75 м/с і міг піднятися на максимальну висоту 13 000 м. ВПС Австрії розглядають можливість заміни 28 застарілих навчально-тренувальних літаків Saab 105Ö, прийнятих на озброєння в 1970 роках, на чеські навчально-бойові літаки L-159, компанії «Аеро Водоходи».
- Sk 60W — У 1993 році була розпочата ще одна програма модернізації для модернізації Sk 60, найважливішим удосконаленням була установка подвійних турбовентиляторів Williams Rolls FJ44 з потужністю 8,45 кН (861 кгс/1900 фунт-сила) кожен і цифровим управлінням двигуном. Нові двигуни не тільки забезпечують більшу тягу, але й тихіші, чистіші та простіші в обслуговуванні. Перший літак Sk 60 з двигуном Williams, неофіційно відомий як «Sk 60(W)», здійснив свій перший політ у серпні 1995 року. Всього в кінці 1990-х років було проведено близько 115 переобладнань літаків Sk 60A, 60B і 60C. Жодних переобладнань Sk 60D/E не проводилося, всі ці літаки були приземлені та використовувалися як запасні частини.
- Saab 105XT — Демонстратор експорту; покращена версія Sk 60B, переоснащена турбореактивними двигунами General Electric J85 потужністю 12,68 кН (2 850 фунт-сила). Прототип перероблений з другого прототипу Saab 105.
- Saab 105D — Розглядався доопрацьований варіант бізнес-джета, але ідея застаріла і охочих не знайшлося.
- Saab 105G — Перероблена версія 105XT з новою авіонікою, включаючи точну систему навігації/атаки, потужніші двигуни J85 та модифіковане крило. Один перероблений з прототипу 105 XT.
- Saab 105H — Запропонована версія для ВПС Швейцарії. Ніколи не будували.
- Saab 105S — У середині 1970-х років SAAB запропонував ще один демонстратор, «Saab 105S» для фінських тренерів, але фіни вирішили замість цього купити BAe Hawk.

## Озброєння
Озброєння літака розміщується на шести підкрильних вузлах підвіски (може нести до 800-кг навантаження). Це можуть бути 6 бомб, вагою по 100 кг, дві 30-мм авіаційні гармати m/55 (Aden) в підвісних контейнерах, 12 некерованих ракет калібром 135 мм або дві керованих ракети класу «повітря-поверхня».